# La Chapelle-Neuve (Côtes-d'Armor)
Pour les articles homonymes, voir La Chapelle-Neuve et La Chapelle.
La Chapelle-Neuve [la ʃapɛl nœv] (Ar Chapel-Nevez en breton) est une commune française située dans le département des Côtes-d'Armor en région Bretagne, plus particulièrement dans le Trégor.

## Géographie

### Situation

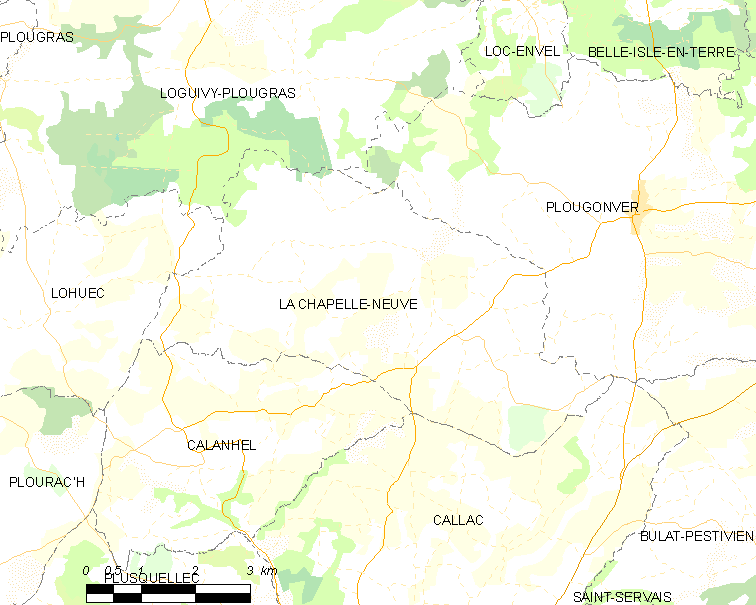
Carte de La Chapelle-Neuve et des communes avoisinantes.

La Chapelle-Neuve se situe au sud du Trégor, près du Centre-Bretagne en région cornouaillaise.
Elle a pour voisines trégorroises :
| Loguivy-Plougras |                   | Plougonver |
| Lohuec           | La Chapelle-Neuve |            |
| Calanhel         | Callac            |            |

### Relief et hydrographie

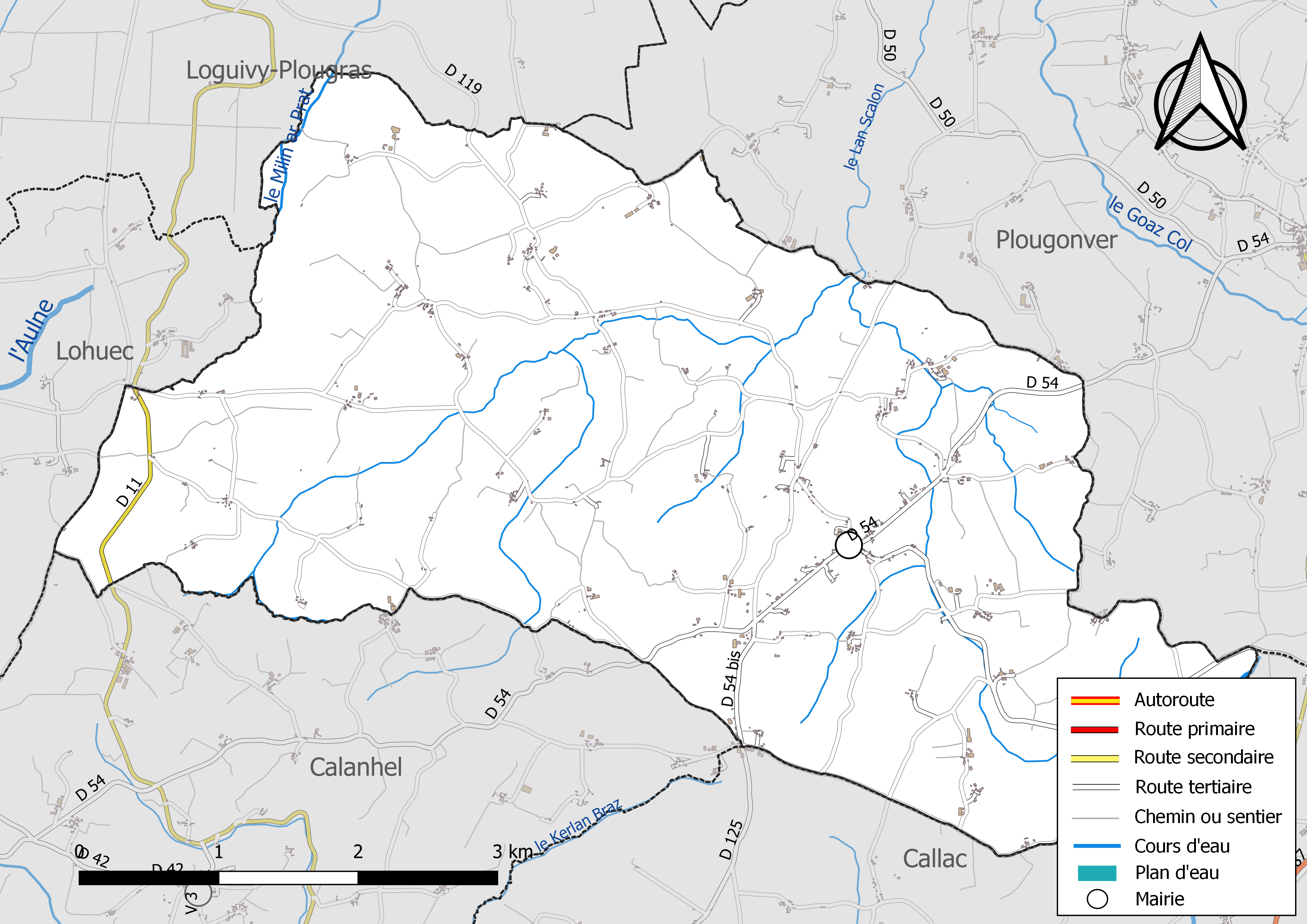
Carte des routes et du réseau hydrographique.

La Chapelle-Neuve présente un dénivelé d'environ 120 mètres entre le point le plus haut de son territoire, situé à 304 mètres à la limite ouest du finage communal avec Lohuec et le point le plus bas, situé vers 182 mètres à sa limite nord, près du hameau de Kernévez ; le bourg, situé au centre-est du territoire communal, est vers 240 mètres d'altitude. De manière plus générale, la commune présente un relief assez bosselé en pente générale vers le nord.
Le réseau hydorographique est constitué par le bassin de réception du Ruisseau de Lan Scalon : ce cours d'eau, affluent du Guic, lui-même affluent du Léguer, a sa source dans l'est de la commune, près de Ménez Houarnay, passe à l'est du bourg et, coulant vers le nord, quitte la commune près de Kernévez. Pratiquement toute la commune est drainée par divers affluents de rive gauche, mais de modeste importance, de ce cours d'eau : ils ont tous leur source dans la partie sud de la commune ou parfois un peu plus au sud, sur le territoire de Calanhel.
L'Hyères, un affluent de l'Aulne, a sa source à l'extrême est de la commune, aux confins de Plougonver et Callac ; ce cours d'eau coule, lui, vers le sud.

### Géologie
Un gisement de serpentine a été décrit à 400 mètres du bourg, à droite de la route allant de La Chapelle-Neuve à Loc-Envel, visible dans une ancienne carrière.
Une zone ferrifère se trouve dans la partie orientale du synclinal des Monts d'Arrée ; le minerai de fer est interstratifié dans des couches dévoniennes. Il a été exploité par le passé, à des dates indéterminées, entre Lohuec et Plougras, dans des lieux-dits comme Pengalet, le Rocher, Landeven, ainsi que dans la forêt de Beffou et à La Chapelle-Neuve. C'est ce minerai qui a alimenté les anciennes forges situées à l'entrée de la forêt de Coat-an-Noz, au sud de Belle-Isle-en-Terre.

### Hydrographie
Pour un article plus général, voir Réseau hydrographique des Côtes-d'Armor.
La commune est située dans le bassin Loire-Bretagne. Elle est drainée par l'Hyère, le Milin ar Prat et le Lan Scalon,,.
L'Hyère, d'une longueur de 48 km, prend sa source dans la commune de Callac et se jette  dans l'Aulne en limite de Spézet et de Cléden-Poher, après avoir traversé 15 communes. 

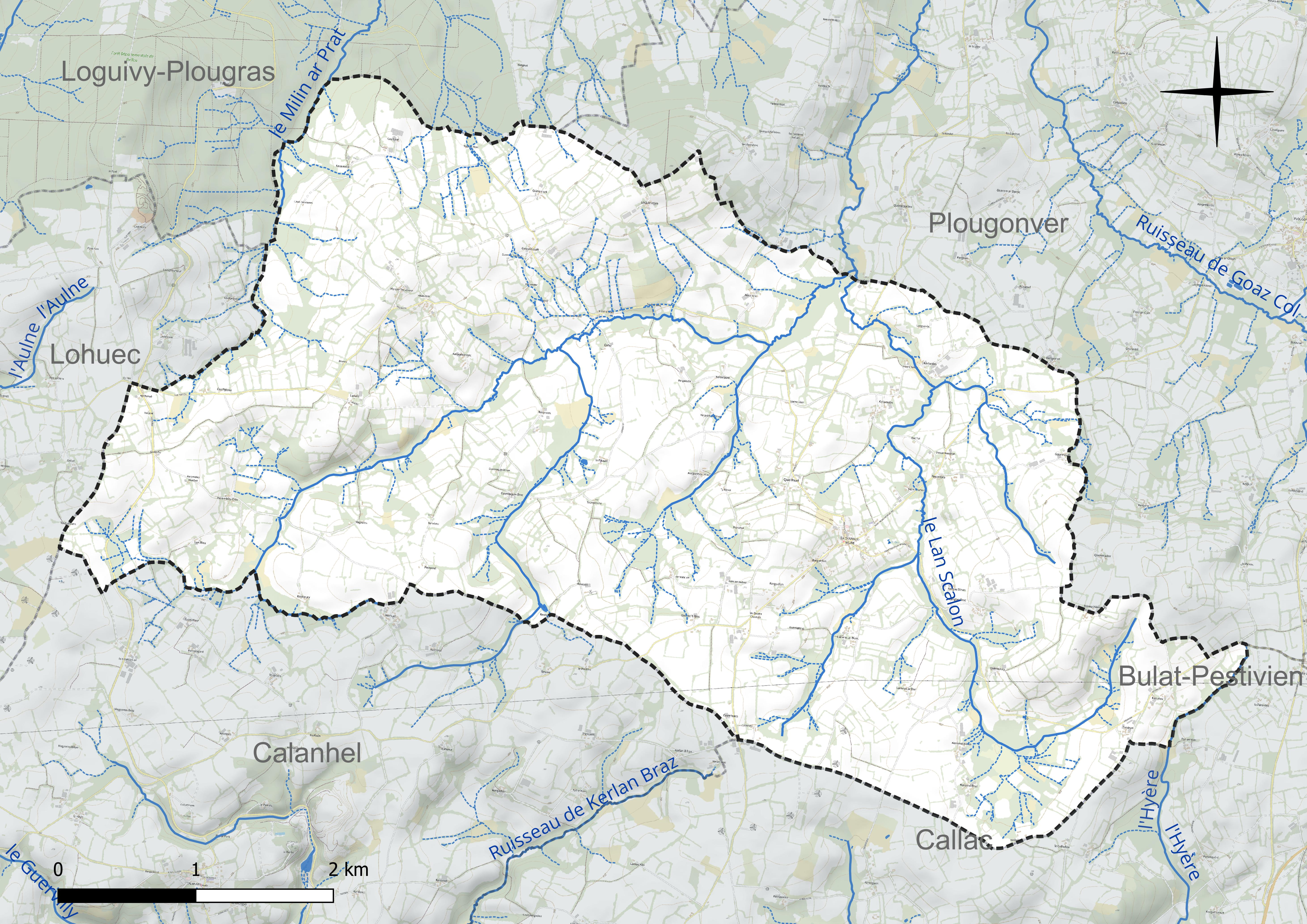
Réseau hydrographique de la Chapelle-Neuve.

### Climat
Pour des articles plus généraux, voir Climat de la Bretagne et Climat des Côtes-d'Armor.
En 2010, le climat de la commune est de type climat océanique franc, selon une étude du CNRS s'appuyant sur une série de données couvrant la période 1971-2000. En 2020, Météo-France publie une typologie des climats de la France métropolitaine dans laquelle la commune est exposée à un climat océanique et est dans la région climatique Finistère nord, caractérisée par une pluviométrie élevée, des températures douces en hiver (6 °C), fraîches en été et des vents forts. Parallèlement l'observatoire de l'environnement en Bretagne publie en 2020 un zonage climatique de la région Bretagne, s'appuyant sur des données de Météo-France de 2009. La commune est, selon ce zonage, dans la zone « Monts d'Arrée », avec des hivers froids, peu de chaleurs et de fortes pluies.
Pour la période 1971-2000, la température annuelle moyenne est de 10,8 °C, avec une amplitude thermique annuelle de 11,5 °C. Le cumul annuel moyen de précipitations est de 1 151 mm, avec 16,4 jours de précipitations en janvier et 8,5 jours en juillet. Pour la période 1991-2020, la température moyenne annuelle observée sur la station météorologique la plus proche, située sur la commune de Duault à 11 km à vol d'oiseau, est de 11,6 °C et le cumul annuel moyen de précipitations est de 757,4 mm,. Pour l'avenir, les paramètres climatiques de la commune estimés pour 2050 selon différents scénarios d’émission de gaz à effet de serre sont consultables sur un site dédié publié par Météo-France en novembre 2022.

### Transports
La Chapelle-Neuve n'est desservie que par des routes d'importance secondaire, la principale étant la D 54 venant côté nord-est de Plougonver, qui passe par le bourg et se dirige ensuite côté sud-ouest vers Calanhel.

### Paysages et habitat
La commune de La Chapelle-Neuve présentait un paysage traditionnel de bocage (transformé par le remembrement qui a été effectué) avec un habitat dispersé constitué de hameaux (appelés localement « villages ») et de fermes isolées. La Chapelle-Neuve a conservé son caractère rural, la commune étant éloignée des grandes villes et assez isolée ; une modeste urbanisation linéaire est toutefois visible le long de la D 54 côté sud-ouest du bourg.

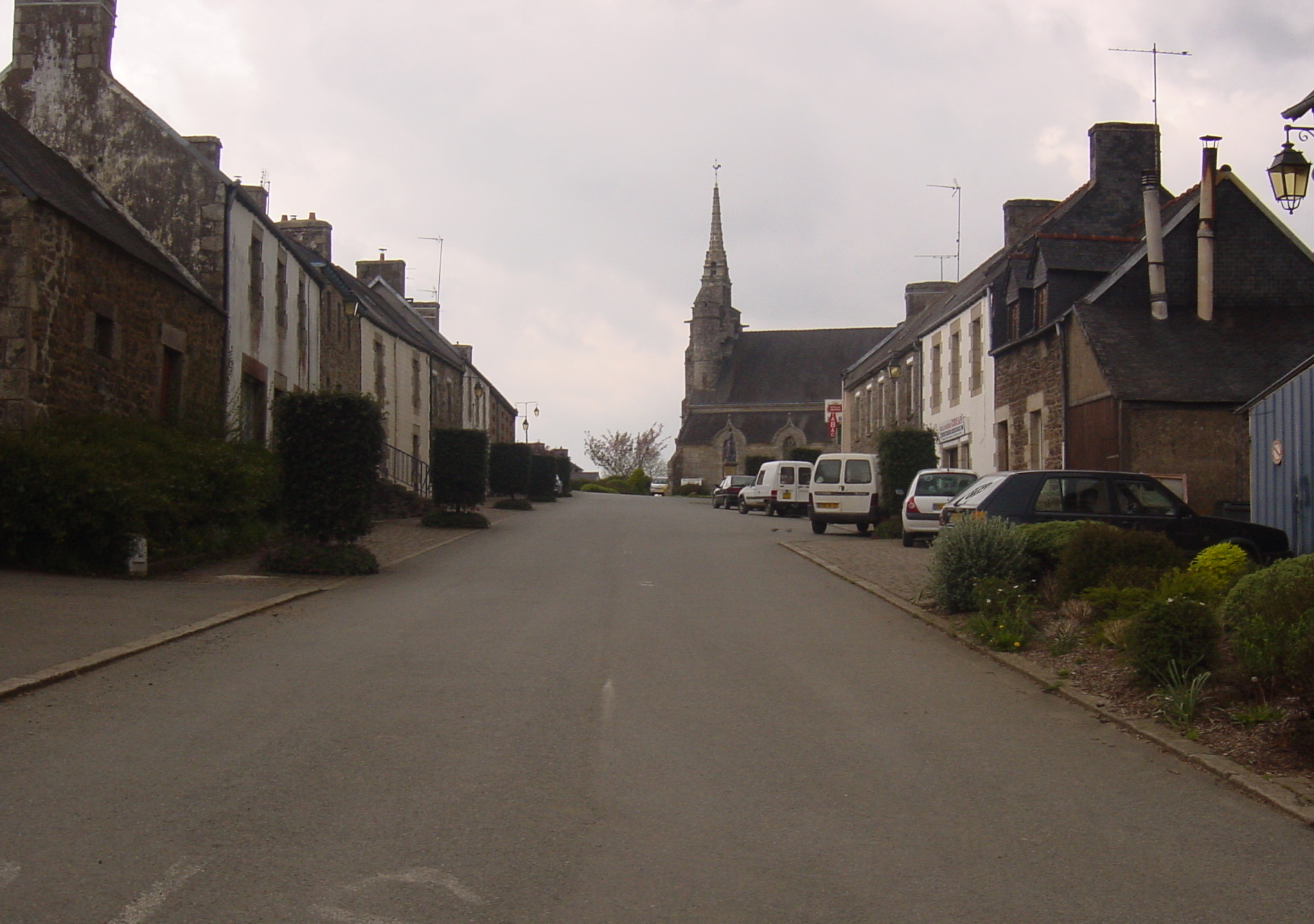
Le bourg de La Chapelle-Neuve : rue principale.
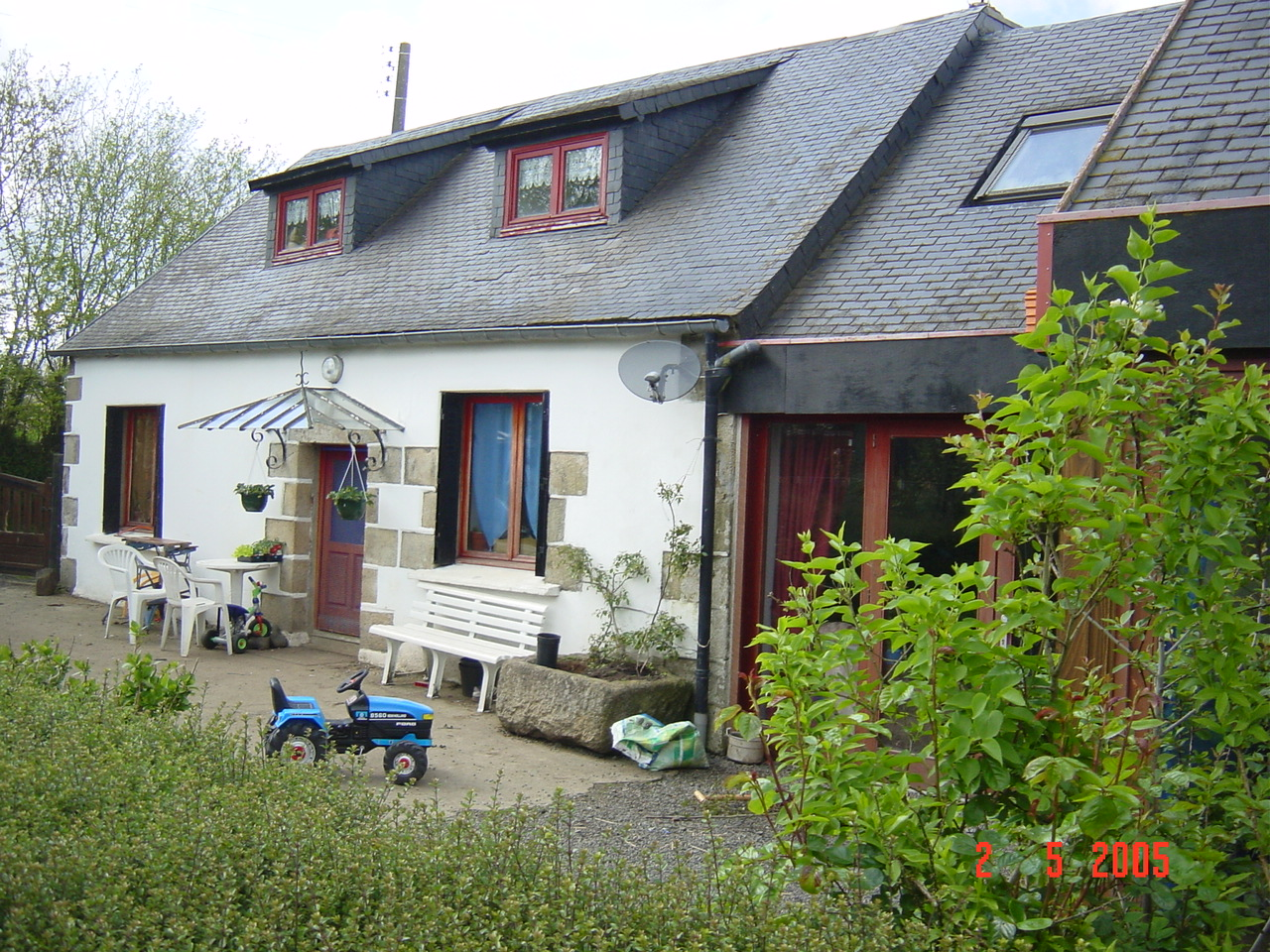
Une maison traditionnelle de La Chapelle-Neuve.

La partie nord-ouest de la commune est en lisière de la forêt de Beffou, située pour l'essentiel dans la commune voisine de Loguivy-Plougras.

## Urbanisme

### Typologie
Au 1er janvier 2024, La Chapelle-Neuve est catégorisée commune rurale à habitat très dispersé, selon la nouvelle grille communale de densité à 7 niveaux définie par l'Insee en 2022.
Elle est située hors unité urbaine et hors attraction des villes,.

### Occupation des sols
L'occupation des sols de la commune, telle qu'elle ressort de la base de données européenne d’occupation biophysique des sols Corine Land Cover (CLC), est marquée par l'importance des territoires agricoles (96,3 % en 2018), une proportion sensiblement équivalente à celle de 1990 (96,2 %). La répartition détaillée en 2018 est la suivante :
zones agricoles hétérogènes (58,7 %), terres arables (24,6 %), prairies (13 %), milieux à végétation arbustive et/ou herbacée (2 %), forêts (1,7 %). L'évolution de l’occupation des sols de la commune et de ses infrastructures peut être observée sur les différentes représentations cartographiques du territoire : la carte de Cassini (XVIIIe siècle), la carte d'état-major (1820-1866) et les cartes ou photos aériennes de l'IGN pour la période actuelle (1950 à aujourd'hui).

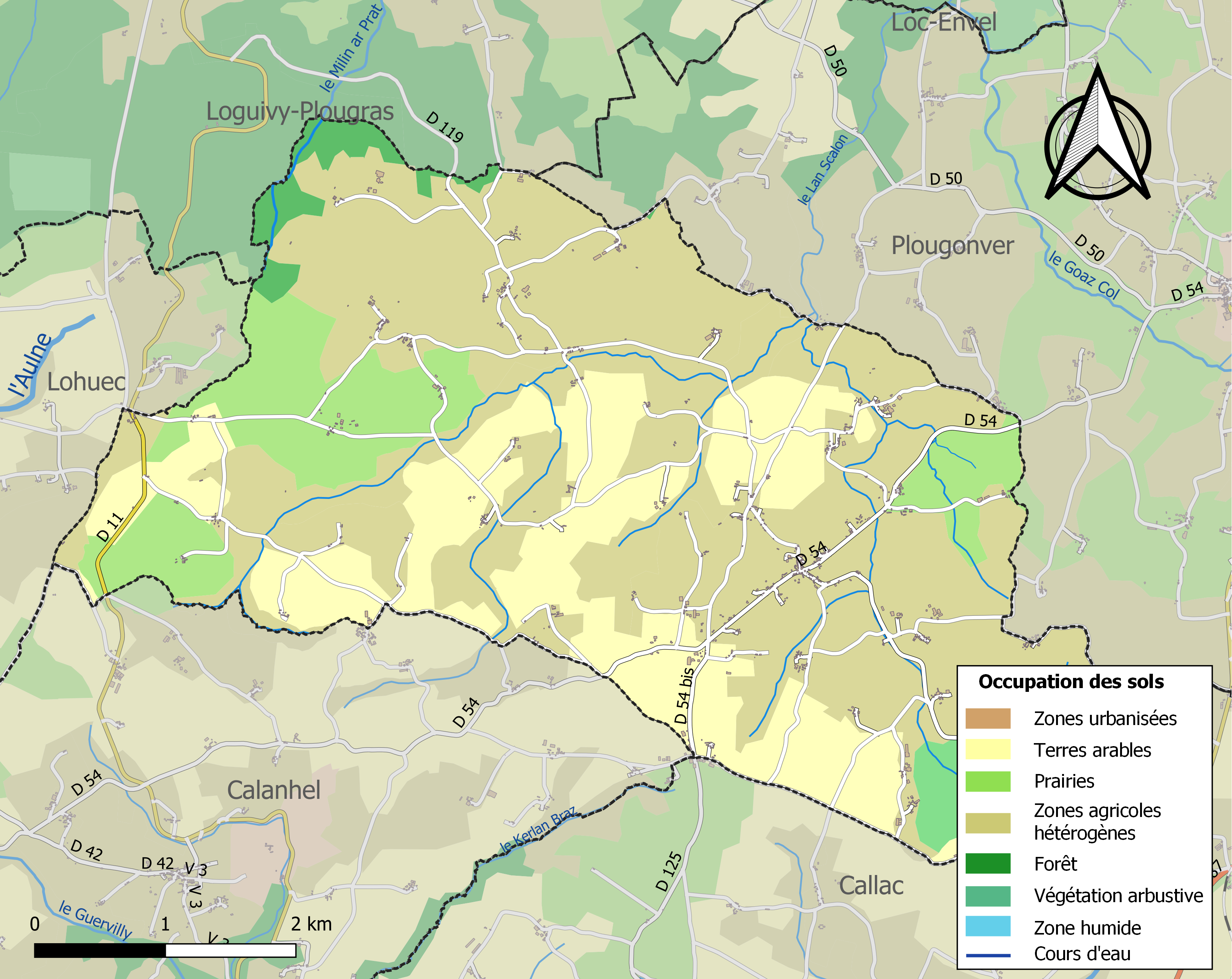
Carte des infrastructures et de l'occupation des sols de la commune en 2018 (CLC).

## Économie
La principale activité économique est l'agriculture (environ 40 agriculteurs). Beaucoup d'entreprises sont liées à l’agriculture : il y a 3 entreprises de travaux agricoles, 1 dépôt engrais, produits phytosanitaires, semences. Il y a aussi un élevage canin. Il y a 4 commerçants et 5 artisans.

## Toponymie
La Chapelle-Neuve doit son nom à une chapelle  édifiée au XVIe siècle qui se trouvait alors dans la paroisse de Plougonver.
En breton, Ar Chapel-Nevez.

## Histoire

### Antiquité
Une voie romaine longe approximativement la limite sud de l'actuelle commune.

### Moyen Âge
Le bourg de La Chapelle-Neuve a pris naissance autour d'une chapelle située en Plougonver, construite par les seigneurs de Kerméno, fin du XVe siècle, qualifiée de « neuve » pour la différencier d'une ancienne chapelle dédiée à saint Mamers (Sant Memors en breton), aujourd’hui détruite.

### Temps modernes

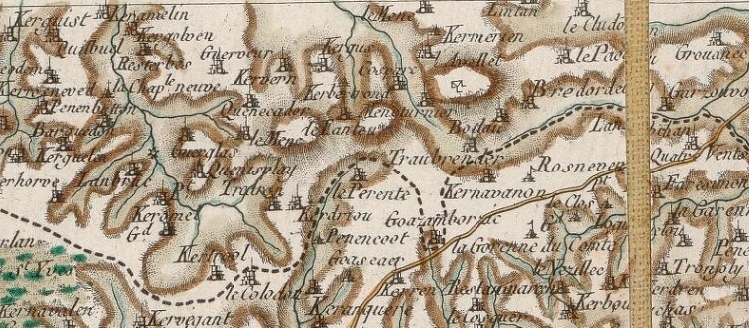
Carte de Cassini de la partie sud de la paroisse de Plougonver, incluant La Chapelle-Neuve (1787).

Deux familles nobles, celles de Kerméno et de Botloy-Koathalek (dont le manoir, désormais ruiné, est situé à 2 kilomètres au nord du bourg) étaient seigneurs, chacune d'une partie de La Chapelle-Neuve, qui était alors une trève de Plougonver.
Outre la chapelle Saint-Mamers et la future église paroissiale, alors chapelle Notre-Dame-de-la-Pitié, deux autres chapelles existaient : celle de Saint-Nicodème et celle de Saint-Julien, détruites depuis.

### LeXIXesiècle
Décrivant la commune de Plougonver en 1862, Joachim Gaultier du Mottay écrit concernant La Chapelle-Neuve qui en fait alors partie : « Cette dernière [église] mérite l'attention : elle date des XIIIe siècle et XIVe siècle et fut, dit-on, l'église paroissiale, qui portait autrefois le nom de Chapel-Nevez. Elle a été de nouveau érigée en succursale en 1860 ».
Le bourg de La Chapelle-Neuve est devenu chef-lieu d'une commune par la loi du 23 juin 1873. C'est par le décret du 5 avril 1862 que La Chapelle-Neuve a été érigée en paroisse succursale.
La commune de Plougonver avait, avant la scission, une superficie d'environ 6 000 hectares et une population de 4 000 habitants, disséminés en de nombreux hameaux dont certains, situés dans la partie ouest de la commune, sont à 8, 10 et même 14 km du chef-lieu ; les habitants de cette partie de la commune ont demandé qu'une municipalité distincte soit créée à La Chapelle-Neuve, principale agglomération de la nouvelle commune, qui a déjà le statut de paroisse succursale et possède une église, un presbytère, un cimetière et une école des filles.

### LeXXesiècle

#### La Première Guerre mondiale

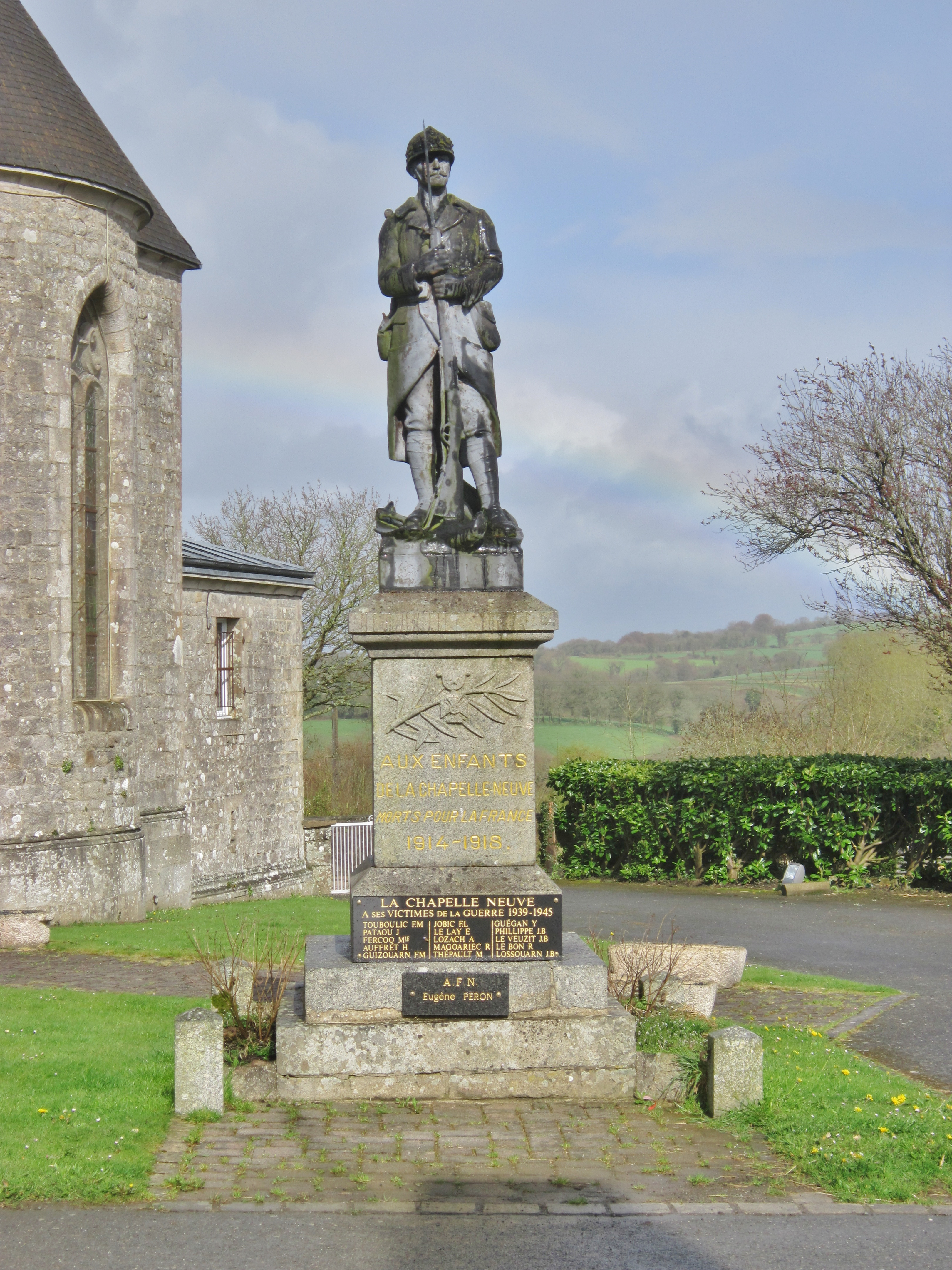
Le monument aux morts de La Chapelle-Neuve (Côtes-d'Armor).

Le monument aux morts porte les noms de 84 soldats morts pour la Patrie pendant la Première Guerre mondiale ; parmi eux 6 sont morts en Belgique, dont 5 dès l'année 1914 et 1 en 1915 ; Émile Jouannet a été tué à l'ennemi en 1915 en Turquie ; Jean-Baptiste Le Floch est mort de maladie en 1917 en Grèce ainsi que Pierre Tallec en Bulgarie, mais le 18 janvier 1919, donc après l'armistice, de même que Jérôme Garnier au Maroc le 19 janvier 1919 ; les autres sont morts sur le sol français, dont Théophile Dufour, Jean Le Gall et Yves Le Gall, tous les trois décorés à la fois de la Médaille militaire et de la Croix de guerre.

#### L'Entre-deux-guerres

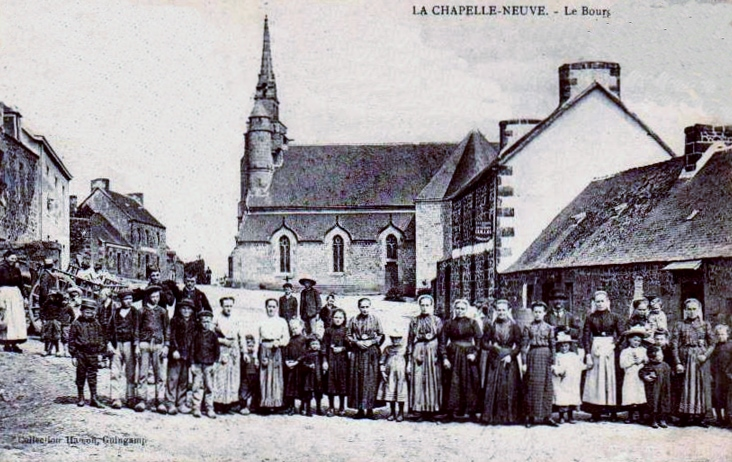
Habitants du bourg de La Chapelle-Neuve vers 1920 (carte postale).
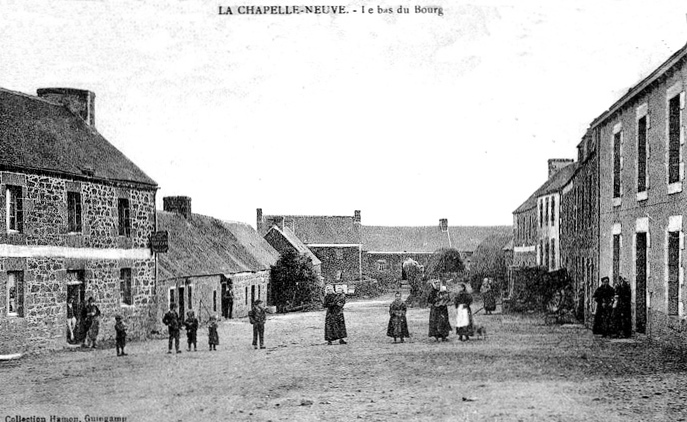
La Chapelle-Neuve : le bas du bourg vers 1920 (carte postale).

L'explosion d'une locomobile actionnant une machine à battre fit trois morts et une quinzaine de blessés à La Chapelle-Neuve en août 1925.

#### La Seconde Guerre mondiale
Le monument aux morts de La Chapelle-Neuve porte les noms de 15 personnes mortes pour la France durant la Seconde Guerre mondiale.
Parmi elles, Henri Le Gac rejoint un groupe d'une vingtaine de jeunes résistants, des étudiants rennais pour la plupart. Basés à Senven-Léhart, peu armés, ils furent rapidement repérés par les autorités d'Occupation. Le 12 juin 1944, Henri Le Gac fut arrêté avec onze autres maquisards et transféré à la prison de Guingamp où il subit d'horribles tortures. Il fut fusillé quatre jours plus tard. Il avait 22 ans.
D'autres résistants FTPF ou FFI ont aussi été tués par les Allemands : Henri Auffret, membre de la compagnie Tito, fusillé le 12 juin 1944 à Kerhamon en Duault ; François Guizouarn, membre de la compagnie Auguste Fercoq, tué à l'ennemi le 3 août 1944 à La Chapelle-Neuve ; Louis Le Maitre, tué le 10 juillet 1944 à Ploumagoar ; François Touboulic, fusillé le 23 juin 1944 à Saint-Jacques-de-la-Lande (Ille-et-Vilaine). Joseph Pataou, lui aussi résistant, déporté au camp de concentration de Neuengamme, est mort victime le 7 avril 1945 d'un bombardement en gare de Lunebourg (Allemagne).
D'autres victimes sont des soldats tués au printemps 1940 lors de la bataille de France : François Jobic, Eugène Le Lay, Arsène Lozac'h, Marcel Thépault. Robert Magoariec est présumé mort lors d'une incursion de corps franc en territoire allemand (en Sarre) pendant la Drôle de guerre.

#### L'après Seconde Guerre mondiale
Un soldat originaire de La Chapelle-Neuve est mort pour la France pendant la guerre d'Indochine et un pendant la guerre d'Algérie.
Pendant les mandats de maire d'Albert Stéphan, entre 1971 et 1989, sont réalisés le remembrement, l'aménagement du bourg, la réalisation d'un réseau d'eaux pluviales, la création du lotissement communal, l'aménagement de la salle polyvalente et de la mairie, etc..

## Démographie
L'évolution du nombre d'habitants est connue à travers les recensements de la population effectués dans la commune depuis 1861. Pour les communes de moins de 10 000 habitants, une enquête de recensement portant sur toute la population est réalisée tous les cinq ans, les populations de référence des années intermédiaires étant quant à elles estimées par interpolation ou extrapolation. Pour la commune, le premier recensement exhaustif entrant dans le cadre du nouveau dispositif a été réalisé en 2007.

En 2022, la commune comptait 403 habitants, en évolution de −0,25 % par rapport à 2016 (Côtes-d'Armor : +1,78 %, France hors Mayotte : +2,11 %).
| 1861  | 1866  | 1872  | 1876  | 1881  | 1886  | 1891  | 1896  | 1901  |
| ----- | ----- | ----- | ----- | ----- | ----- | ----- | ----- | ----- |
| 1 152 | 1 152 | 1 152 | 1 448 | 1 394 | 1 472 | 1 422 | 1 418 | 1 470 |

| 1906  | 1911  | 1921  | 1926  | 1931  | 1936  | 1946  | 1954  | 1962 |
| ----- | ----- | ----- | ----- | ----- | ----- | ----- | ----- | ---- |
| 1 561 | 1 579 | 1 513 | 1 502 | 1 411 | 1 326 | 1 138 | 1 016 | 885  |

| 1968 | 1975 | 1982 | 1990 | 1999 | 2006 | 2007 | 2012 | 2017 |
| ---- | ---- | ---- | ---- | ---- | ---- | ---- | ---- | ---- |
| 798  | 677  | 527  | 442  | 400  | 421  | 424  | 437  | 388  |

| 2022 | - | - | - | - | - | - | - | - |
| ---- | - | - | - | - | - | - | - | - |
| 403  | - | - | - | - | - | - | - | - |

Plougonver et La Chapelle-Neuve (qui formaient une commune unique en 1851) est celui qui a perdu en valeur absolue le plus d'habitants entre 1851 et 1999 (- 2 869) parmi toutes les communes de Bretagne.

## Langue bretonne
À la rentrée 2007, 100 % des enfants de la commune étaient inscrits dans le primaire bilingue.

## Lieux et monuments
- L'église Notre-Dame-de-la-Pitié, classée Monument historique, avec un chœur polygonal élevé dans le premier quart du XVIe siècle.

Sur un des chaînons du prolongement oriental des Monts d'Arrée, l'église de La Chapelle-Neuve produit le plus singulier effet à l'œil qui le voit pour la première fois. Sa forme générale figure trois tours peu saillantes, liées intimement entre elles en un gros faisceau. Une meurtrière, composée d'un trou, figurant la croix latine, est percée dans la base de chacune de ces tours, d’où part un souterrain. À voir cet appareil militaire, on se demande si l'on est en présence d’un sanctuaire ou d'une forteresse. Mais la richesse de l’église réside dans le retable. Il est dominé, couronné par une grande statue de Notre-Dame de la compassion. On y sent l’influence de Raphaël.

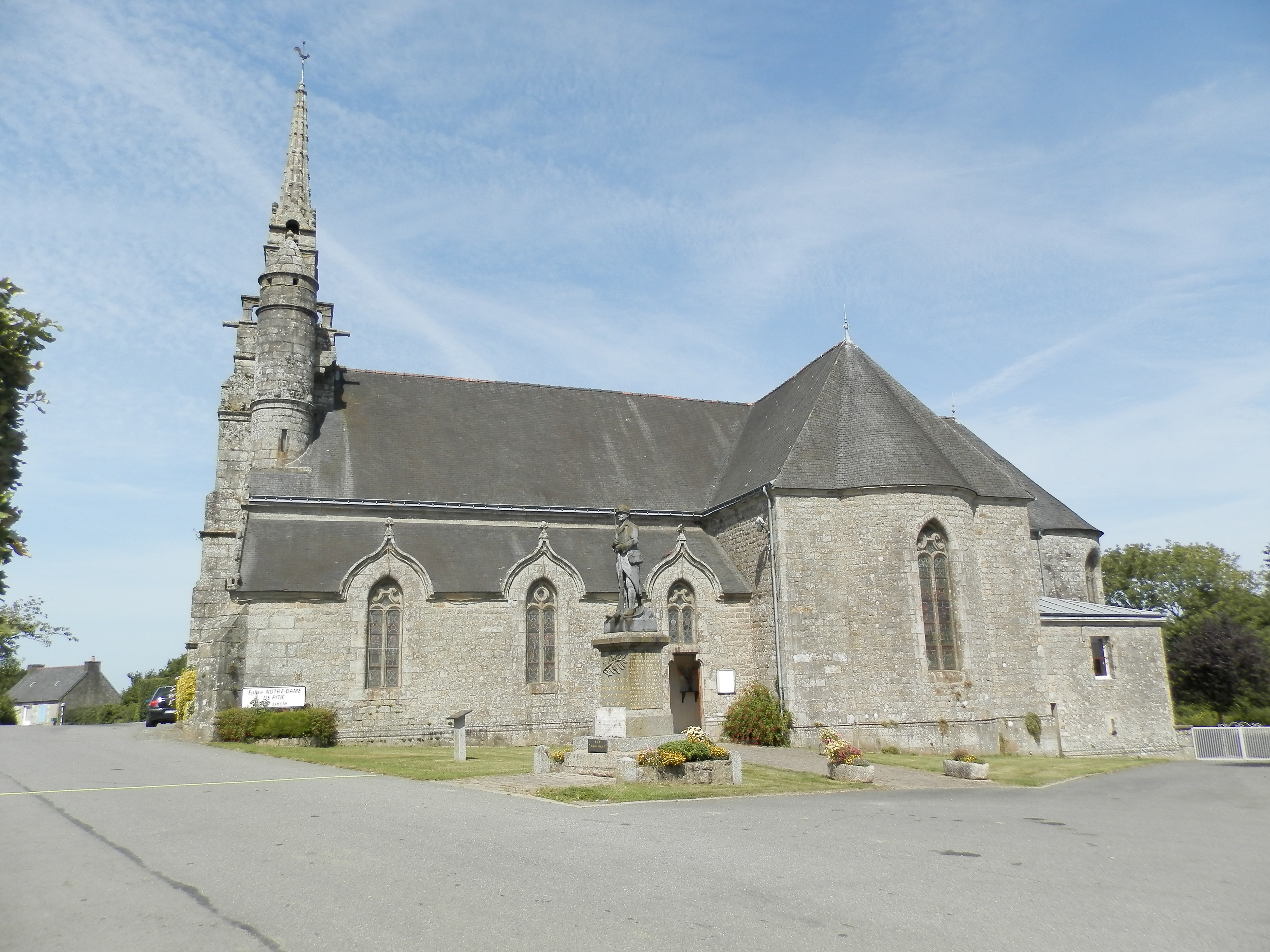
Église Notre-Dame-de-la-Pitié et monument aux morts.
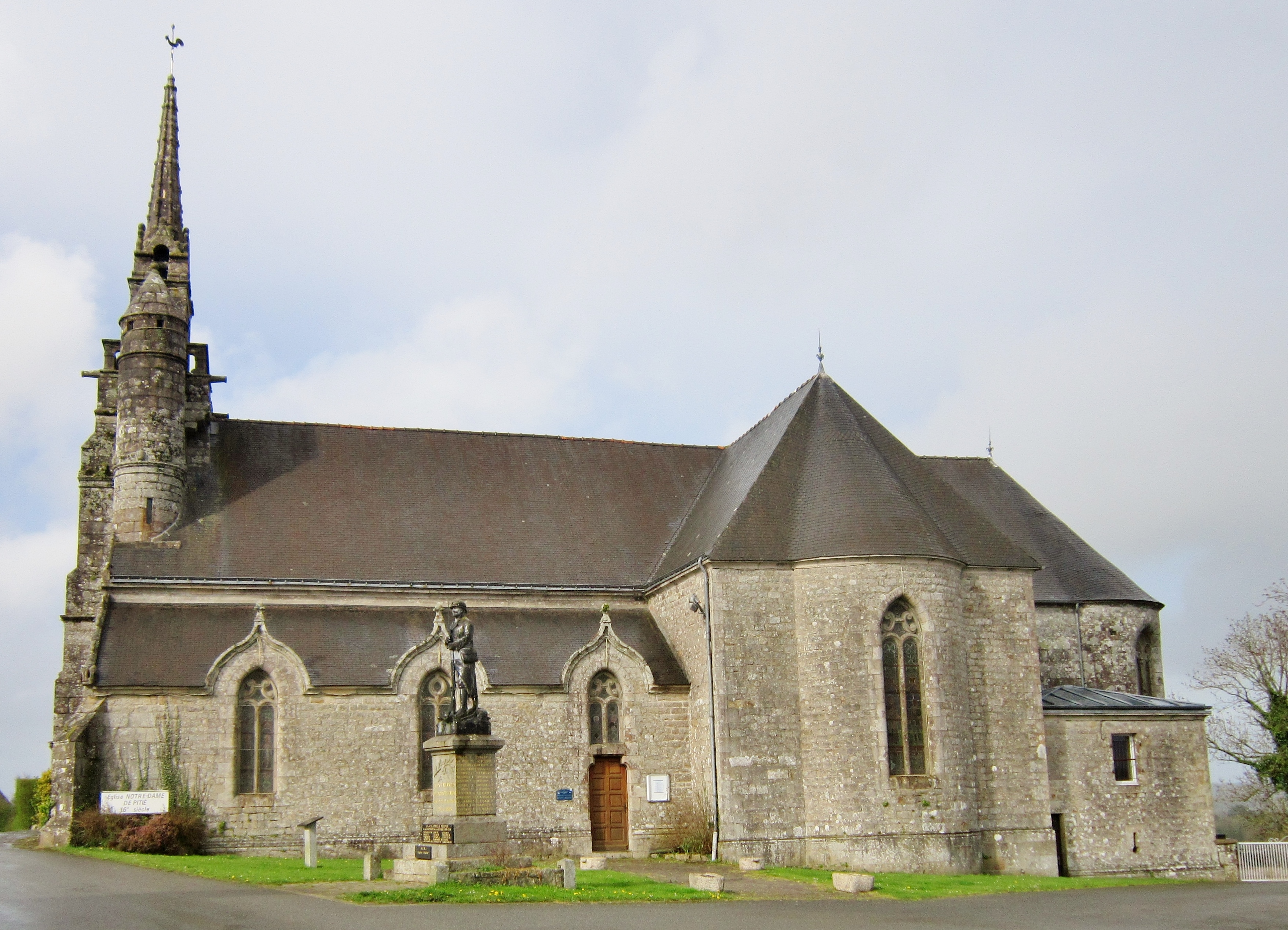
Église Notre-Dame-de-la-Pitié et monument aux morts.
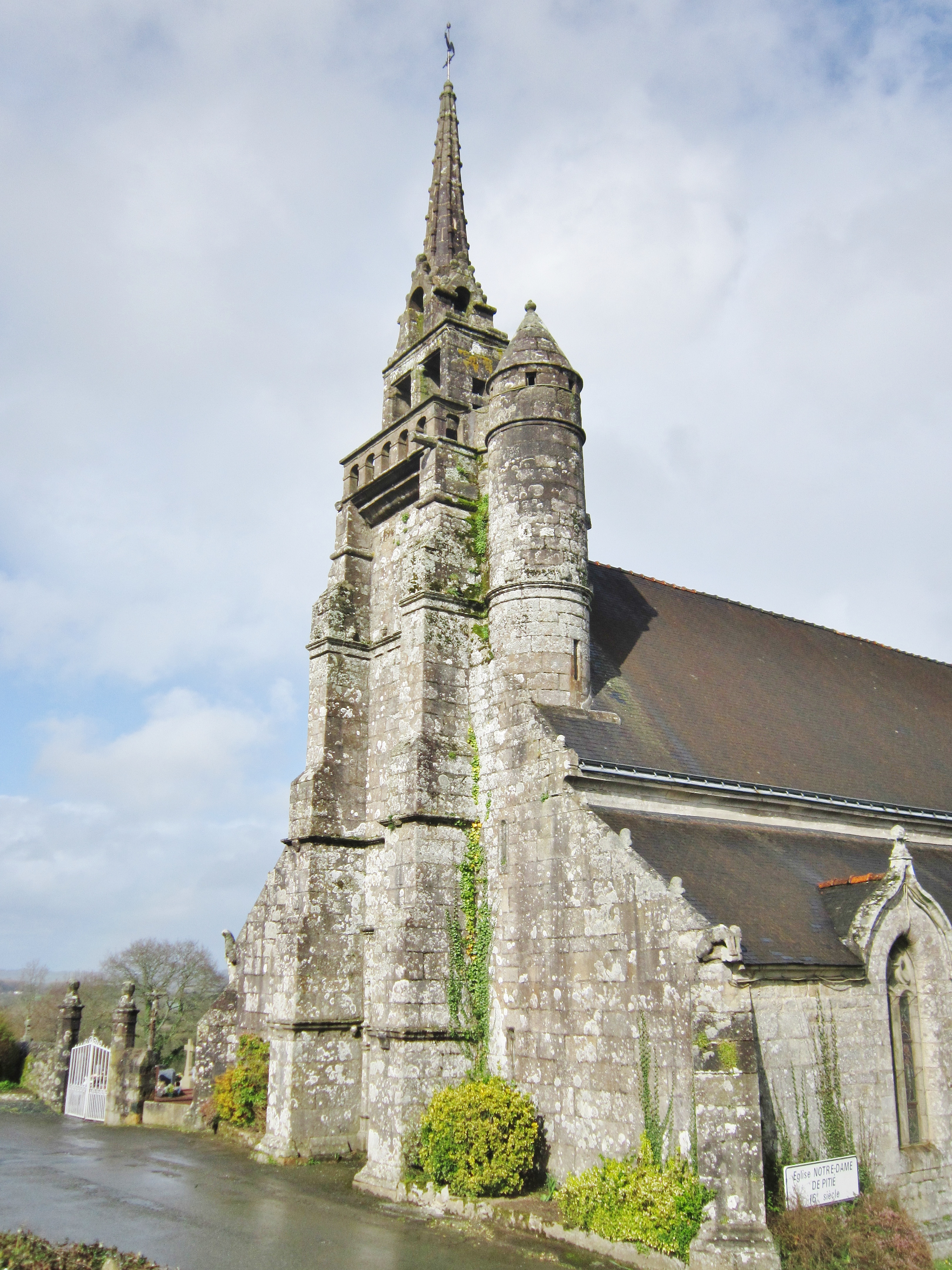
Église Notre-Dame-de-la-Pitié, façade et clocher.
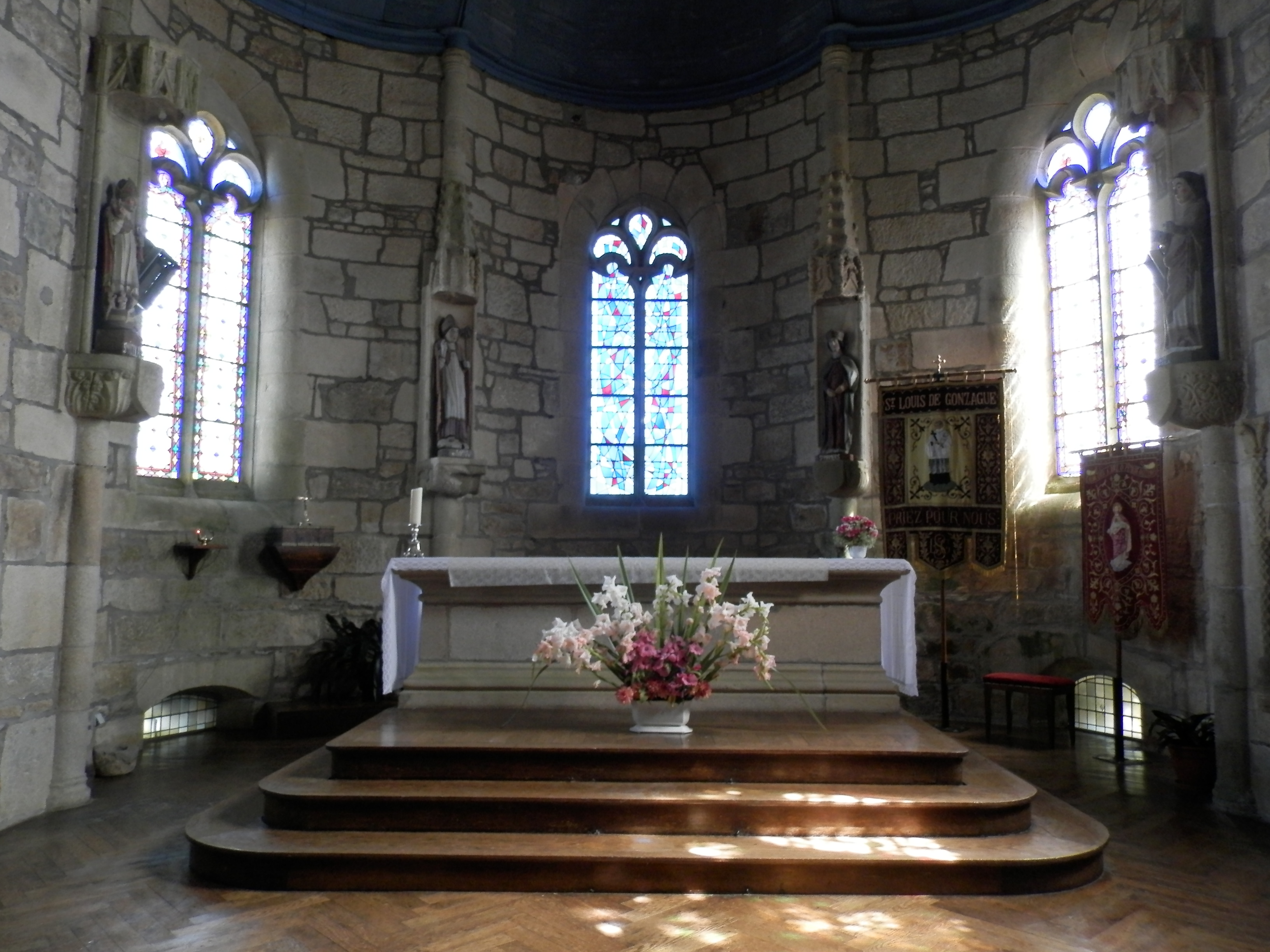
Le chœur et le maître-autel.
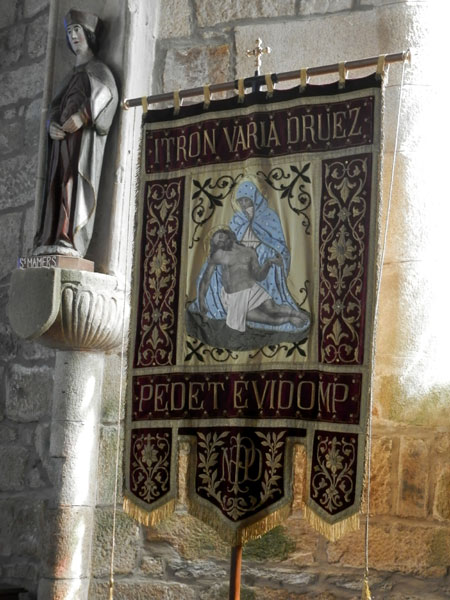
Bannière de procession de Notre-Dame-de-la-Pitié.
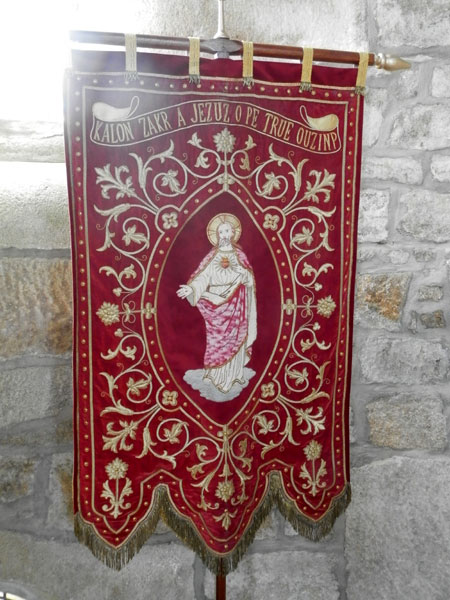
Bannière de procession du Sacré-Cœur.

- Le calvaire du Gollot.

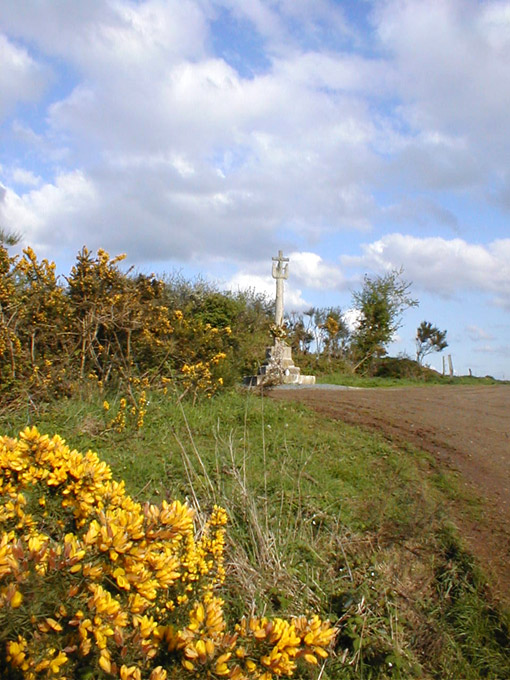
Le calvaire du Gollot et ses alentours.
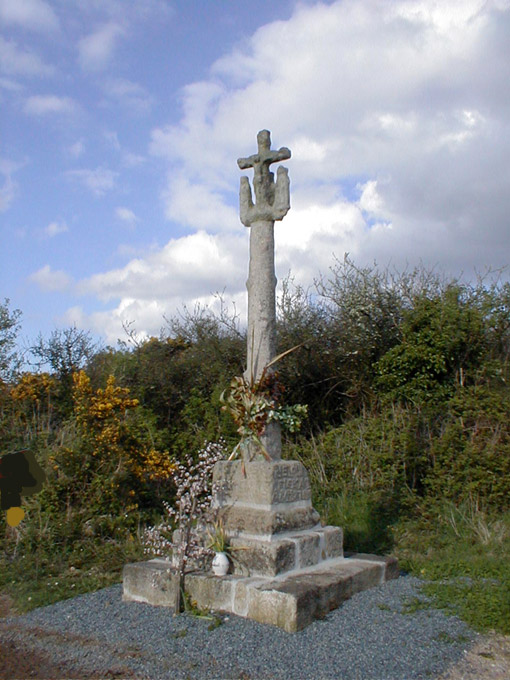
Le calvaire du Gollot : vue d'ensemble.

## Fête
- Grand Pardon de Notre-Dame de la Pitié.

Il a lieu le 15 août, avec comme point de départ l'église Notre-Dame-de-la-Pitié. La cérémonie qui réunit environ 17 personnes est célébrée par l'abbé Forget (qui s'occupe des paroisses de Callac, la Chapelle-Neuve, Calanhel, Lohuec, Plusquellec et Carnoet).
Après la messe et l'apéro, prononcés par l'abbé, les organisateurs et les bénévoles se préparent pour le parcours religieux. Grande bannière en tête, le cortège descend le bourg jusqu'à « la Fontaine de la Sainte Vierge ». Le représentant religieux bénit l'eau de la fontaine et sert un verre d'eau aux croyants. Pendant qu'ils boivent un feu est allumé. La coutume est perpétuée par les nouvelles générations qui se prêtent volontiers à cette tradition.

## Musique
- Les sonneurs Gérard Guénégou et Chantal Le Bastard[37].

## Conte
- La vie du docteur Coathalec (le docteur Coathalec demande la main de la fille du roi d'Angleterre ; celui-ci refuse. Le docteur l'enlève et l'emmène dans son manoir de Kerméno [désormais en La Chapelle-Neuve]. Par un souterrain, le docteur conduisit sa fiancée dans l'église de Plougonver où le recteur les maria ; le roi anglais, outré de colère, vint à Plougonver avec une armée pour réclamer sa fille et punir le ravisseur ; etc..)[38].